# Spedizione alpinistica austro-tedesca al Nanga Parbat del 1953
La Spedizione alpinistica austro-tedesca al Nanga Parbat del 1953 fu la settima spedizione di una squadra della Germania alla “montagna del destino dei tedeschi”, la settima vetta più alta della Terra. L'obiettivo era quello di scalarne la vetta dopo il fallimento della precedenti spedizioni del 1932, 1934, 1937bis, 1938 e 1939.

Hermann Buhl, uno degli scalatori più forti di tutti i tempi, in arrampicata

## Presupposti
All'inizio degli anni '30, durante la Grande Depressione, il Reich tedesco, forte di una lunga tradizione di alpinismo, intensificò notevolmente i suoi sforzi per raggiungere la fama sportiva effettuando le prime ascensioni sull'Himalaya. Tuttavia, poiché la regione himalayana era sotto la sovranità britannica, le autorità negarono l'accesso alle spedizioni tedesche. L'obiettivo degli sforzi tedeschi divenne quindi l'ottomila più occidentale: il Nanga Parbat: da allora il monte fu considerato la vetta “tedesca” dell’Himalaya insieme all’“inglese” monte Everest, all’“italiano” K2 e al “francese” Annapurna.
Il primo tentativo di scalata del Nanga Parbat da parte di una squadra tedesca ebbe luogo nel 1932 nell'ambito della spedizione himalayana tedesco-americana. Tuttavia, a causa delle cattive condizioni meteorologiche, la salita non fu possibile e la spedizione fu interrotta a circa 7.400 m. Due anni dopo, nel 1934, la spedizione tedesca sul Nanga Parbat fece un altro tentativo, che si concluse tragicamente. Durante la spedizione persero la vita i quattro alpinisti Alfred Drexel, Willy Merkl, Uli Wieland e il pioniere alpino Willo Welzenbach, nonché sei sherpa. Il Nanga Parbat divenne quindi la “montagna del destino dei tedeschi” che doveva essere conquistata. Pure la spedizione alpinistica tedesca al Nanga Parbat del 1937 causò la morte di tutti i componenti, sette alpinisti e nove portatori,  causa la caduta di una slavina che travolse il campo IV. La successiva quarta spedizione del 1938 non raggiunse la vetta, ma vennero ritrovati i corpi di Willy Merkl e dello sherpa Gay-Lay. Quest'ultimo era rimasto con Willy Merkl nonostante la possibilità di salvarsi, cosa che la propaganda nazista descrisse come un'eroica volontà di sacrificarsi fino alla morte.
Nell'estate del 1939, sul versante nord-occidentale (fianco Diamir) della montagna, ebbe luogo un'altra spedizione esplorativa tedesca ma durante il viaggio di ritorno della squadra scoppiò la seconda guerra mondiale, e i partecipanti (tra cui gli austriaci Peter Aufschnaiter e Heinrich Harrer) furono internati poiché si trovavano in India e quindi in territorio britannico.

## Squadra di spedizione
Dopo la fine della seconda guerra mondiale, nel 1953 il medico bavarese Karl Herrligkoffer, fratellastro di Willy Merkl, assunse la guida di una nuova spedizione al Nanga Parbat come parte della "Willy Merkl Memorial Expedition" e organizzata dall'unione dei club alpini tedesco e austriaco. Fino a quel momento erano morte 31 persone nel tentativo di scalarvi la vetta e come capo guida gli fu affiancato l'austriaco Peter Aschenbrenner, un veterano delle spedizioni storiche himalayane. Completarono il gruppo Kuno Rainer, Hans Ertl (che curò le riprese di un filmato), Fritz Aumann, Albert Bitterling, Hans Hartmann, Hermann Köllensperger, Walter Frauenberger, Otto Kempter e Hermann Buhl, uno dei più forti scalatori del tempo, che prima della seconda guerra mondiale salì le vie più difficili del Wilder Kaiser e del Karwendel. Era considerato uno specialista delle grandi classiche delle Dolomiti e delle Alpi occidentali e centrali. Conquistò la parete nord dell’Eiger in una bufera di neve, intraprese la prima solitaria della via Cassin sul Piz Badile, la prima invernale della Micheluzzi sulla Marmolada.

## L'impresa
La spedizione partì da Monaco di Baviera nel mese di aprile e nel giugno allestì il primo campo base,  degli otto previsti, nella valle del Rakhiot Peak individuando il versante del Rakhiot Peak a nord-est come la strada prescelta per la salita alla vetta, passando per la Sella d'Argento o SilberPlateau. Il 2 luglio Hermann Buhl, aiutato dal cambiamento del tempo favorevole dopo il primo monsone, insieme a Walter Frauenberger, Hans Ertl e Otto Kempter, raggiunse il campo V a 6.900 m di altitudine, dove trascorse la notte con Kempter, mentre gli altri due alpinisti scesero al campo IV con i portatori.
Il 3 luglio Buhl partì da solo alle 2:30 del mattino verso la vetta e senza ossigeno supplementare, ma dopo aver assunto Pervitin, una metanfetamina stimolante, e bevuto del tè alla coca, portata da Hans Ertl che viveva da anni in Bolivia, la raggiunse con le sue ultime forze verso alle 19:00 percorrendo 1.300 metri di dislivello. Come prova della sua ascesa, Hermann Buhl lasciò sulla vetta la sua piccozza e la bandiera pakistana, il gagliardetto tirolese fu attaccato solo per una foto. Kempter, che lo aveva seguito un'ora dopo, fu costretto a rinunciare a circa 7.400 metri di quota sull'altopiano di Silbersattel a causa di uno svenimento e costretto a tornare al campo V e lì aspettò, insieme a Frauenberger ed Ertl, che nel frattempo erano risaliti, il ritorno di Buhl.
Solo a causa delle condizioni meteorologiche insolitamente favorevoli, Buhl riuscì a sopravvivere al bivacco a un'altitudine di quasi 8.000 metri senza alcuna attrezzatura riportando il congelamento di due dita dei piedi. Dopo 41 ore, riuscì a ritornare al campo V in uno stato di estremo esaurimento e grave disidratazione. 
Il dopo la spedizione fu caratterizzato da uno scontro verbale tra Buhl e Herrligkoffer a causa del suo stile di comando autoritario, al quale Buhl, in quanto membro di gran lunga più capace del gruppo, mai si sottomise senza protestare, il che lo portò anche a prendere decisioni autonome in situazioni cruciali. Seguirono controversie legali sui diritti di sfruttamento che il capo della spedizione si era assicurato in anticipo. Buhl, d'altro canto, volle sfruttare la vittoria in vetta nelle sue pubblicazioni e la considerò un successo personale, ottenuto nonostante l'ordine impartito il 29 giugno, dal comando della spedizione, di ritirarsi nell'accampamento principale a causa dell'arrivo del monsone.  La sua è considerata fra le più grandi imprese della storia dell'alpinismo. Buhl riportò gravi congelamenti ai piedi, in seguito ai quali gli furono amputate due dita del piede destro. Nel 1999, la piccozza di Buhl, lasciata in vetta, fu ritrovata da una spedizione giapponese e restituita alla vedova.